# اورشلیم (مریلند)
اورشلیم (به انگلیسی: Jerusalem) یک منطقهٔ مسکونی در ایالات متحده آمریکا است که در شهرستان هارفورد، مریلند واقع شده‌است.